# كولفر سيتي
كلفر سيتي (بالإنجليزية: Culver City) هي مدينة تقع في مقاطعة لوس أنجلوس بولاية كاليفورنيا في الولايات المتحدة. ووفقًا لتعداد عام 2020، بلغ عدد سكانها 40,779 نسمة. تحيط بها مدينة لوس أنجلوس من معظم الجهات، كما تشترك في حدودها الشرقية مع منطقة لاديرا هايتس غير المُدمجة إداريًا. سُمّيت المدينة على اسم مؤسسها، هاري كلفر، الذي حاول تأسيسها لأول مرة عام 1913.
في عشرينيات القرن العشرين، أصبحت كلفر سيتي مركزًا لإنتاج الأفلام، ولاحقًا لإنتاج التلفزيون. واشتهرت بكونها مقر استوديوهات مترو غولدوين ماير بين عامي 1924 و1986. كما كانت مقرًا لشركة هيوز للطائرات من 1932 إلى 1986. تضم المدينة حاليًا مقري الإذاعة الوطنية العامة وشركة سوني بيكتشرز إنترتينمنت.

## المناخ
يظهر الجدول التالي التغييرات المناخية على مدار السنة لكولفر سيتي:
| البيانات المناخية لـكولفر سيتي     | البيانات المناخية لـكولفر سيتي | البيانات المناخية لـكولفر سيتي | البيانات المناخية لـكولفر سيتي | البيانات المناخية لـكولفر سيتي | البيانات المناخية لـكولفر سيتي | البيانات المناخية لـكولفر سيتي | البيانات المناخية لـكولفر سيتي | البيانات المناخية لـكولفر سيتي | البيانات المناخية لـكولفر سيتي | البيانات المناخية لـكولفر سيتي | البيانات المناخية لـكولفر سيتي | البيانات المناخية لـكولفر سيتي | البيانات المناخية لـكولفر سيتي |
| الشهر                              | يناير                          | فبراير                         | مارس                           | أبريل                          | مايو                           | يونيو                          | يوليو                          | أغسطس                          | سبتمبر                         | أكتوبر                         | نوفمبر                         | ديسمبر                         | المعدل السنوي                  |
| ---------------------------------- | ------------------------------ | ------------------------------ | ------------------------------ | ------------------------------ | ------------------------------ | ------------------------------ | ------------------------------ | ------------------------------ | ------------------------------ | ------------------------------ | ------------------------------ | ------------------------------ | ------------------------------ |
| الدرجة القصوى °ف (°م)              | 91 (33)                        | 92 (33)                        | 95 (35)                        | 95 (35)                        | 91 (33)                        | 94 (34)                        | 98 (37)                        | 98 (37)                        | 106 (41)                       | 101 (38)                       | 101 (38)                       | 94 (34)                        | 106 (41)                       |
| متوسط درجة الحرارة الكبرى °ف (°م)  | 65.2 (18.4)                    | 66.4 (19.1)                    | 68.1 (20.1)                    | 70.4 (21.3)                    | 72.3 (22.4)                    | 75.4 (24.1)                    | 78.2 (25.7)                    | 79.3 (26.3)                    | 78.2 (25.7)                    | 73.9 (23.3)                    | 69.3 (20.7)                    | 64.9 (18.3)                    | 71.8 (22.1)                    |
| متوسط درجة الحرارة الصغرى °ف (°م)  | 48.3 (9.1)                     | 49.2 (9.6)                     | 50.4 (10.2)                    | 52.9 (11.6)                    | 57.4 (14.1)                    | 59.9 (15.5)                    | 62.8 (17.1)                    | 63.2 (17.3)                    | 62.1 (16.7)                    | 56.9 (13.8)                    | 51.4 (10.8)                    | 47.3 (8.5)                     | 55.2 (12.9)                    |
| أدنى درجة حرارة °ف (°م)            | 27 (−3)                        | 34 (1)                         | 35 (2)                         | 42 (6)                         | 45 (7)                         | 48 (9)                         | 52 (11)                        | 51 (11)                        | 47 (8)                         | 48 (9)                         | 38 (3)                         | 32 (0)                         | 27 (−3)                        |
| معدل هطول الأمطار إنش (مم)         | 3.19 (81)                      | 3.25 (83)                      | 2.66 (68)                      | 0.58 (15)                      | 0.26 (6.6)                     | 0.04 (1.0)                     | 0.02 (0.51)                    | 0.07 (1.8)                     | 0.08 (2.0)                     | 0.33 (8.4)                     | 0.94 (24)                      | 1.90 (48)                      | 13.32 (338)                    |
| متوسط الأيام الممطرة (≥ 0.01 inch) | 5.7                            | 5.3                            | 5.8                            | 1.7                            | 0.7                            | 0.2                            | 0.3                            | 0.2                            | 0.6                            | 1.1                            | 1.9                            | 4.0                            | 27.5                           |
| المصدر #1: NOAA                    |                                |                                |                                |                                |                                |                                |                                |                                |                                |                                |                                |                                |                                |
| المصدر #2: The Weather Channel     |                                |                                |                                |                                |                                |                                |                                |                                |                                |                                |                                |                                |                                |

## أعلام
- مايكل ريتشاردز
- هيلين هنت
- داوس بتلر
- شوجار ري روبنسون
- تيفاني كوهن
- إستر رول
- درو باريمور
- بيل طومسون
- توم كونواي
- جون هنكن